# غرب أثينا
غرب أثينا إحدى مقاطعات اليونان. وتضم المدن التالية:
- أغيا فارفارا
- آغيي أنارغيري-كاماطيرو وتشمل آغيي أنارغيري وكاماتيرو
- إيغاليو
- خايذاري
- إليون
- بيريستيري
- بتروبولي

حتى العام 2010 كانت مقاطعة «غرب أثينا» واحدة من أربع مناطق في التنظيم الإداري الملغي «لمقاطعة أثينا» والتي كان يشار إليها ب «أثينا الكبرى». كانت هذه المقاطعة أكثر مقاطعات اليونان كثافة سكانية في ذلك الوقت. ضمَت 2,664,776 نسمة (عام 2011)، على مساحة 361 كم2.

## روابط داخلية
- قسم التنظيم الإداري لمدينة أثينا عاصمة اليونان